# Новаковец (Јалжабет)
Новаковец је насељено место у саставу општине Јалжабет у Вараждинској жупанији, Хрватска. До територијалне реорганизације у Хрватској налазио се у саставу старе општине Вараждин.

## Становништво
На попису становништва 2011. године, Новаковец је имао 456 становника.

## Попис1991.
На попису становништва 1991. године, насељено место Новаковец је имало 546 становника, следећег националног састава:
| Попис 1991.‍ | Попис 1991.‍ | Попис 1991.‍ | Попис 1991.‍ | Попис 1991.‍ |
| ----------- | ----------- | ----------- | ----------- | ----------- |
|             |             |             |             |             |
| Хрвати      | Хрвати      |             | 546         | 100%        |
| укупно: 546 |             |             |             |             |